# Die Feen
Die Feen is een jeugdwerk van Richard Wagner, dat wortelt in de opera's van Carl Maria von Weber. Het is gebaseerd op het toneelstuk La donna serpente van Carlo Gozzi. Men vindt de ouverture nog weleens op verzamel-CD's met instrumentale werken van Wagner, vaak uittreksels of bewerkingen van vocale gedeelten uit zijn veel bekendere opera's. De opera is ten minste eenmaal compleet op CD gezet, waarschijnlijk vooral als curiositeit. Het geeft een goede indruk van hoe Wagners werk zich heeft ontwikkeld tot hij uiteindelijk tot het door hem beoogde operatype kwam, waarmee hij de operageschiedenis ingrijpend hervormde. Die Feen is, net als de andere twee jeugdwerken Das Liebesverbot oder Die Novizin von Palermo en Rienzi, nooit in Bayreuth op het repertoire gezet.